# 喀喀喀的鬼太郎 妖怪特快車！魔幻火車
喀喀喀的鬼太郎 妖怪特快車！魔幻火車（ゲゲゲの鬼太郎 妖怪特急! まぼろしの汽車）是日本動畫「ゲゲゲの鬼太郎」第四期電視動畫中的第3部劇場版作品，上映時間為1997年7月12日。
此劇場版故事為原創內容，無相關改編的原作漫畫。

## 劇情簡介
鬼太郎的爸爸眼珠老爹在睡著時，夢到在地獄的閻魔大王託夢告訴他說；有西洋妖怪盜走了藏在地獄裡能夠來往不同異世界的魔幻火車，他們的目的便是要前往黑暗世界奪取足以支配所有妖怪的力量，為了阻止即將引發的危機、鬼太郎奉命前去阻止西洋妖怪們。
而在火車上對付西洋妖怪時，鬼太郎意外被吸血鬼奪走妖氣，而且被吸血鬼變成即將要給魔幻火車當作燃料使用的妖怪石炭‧‧‧。

## 動畫裡的西洋妖怪們[3]
吸血鬼
此篇故事中西洋妖怪們的首腦，為了強大的黑暗力量偷走了地獄裡的魔幻火車。
除了本身的吸血能力外、也能自由操控蝙蝠群；並使用西洋劍與具有魔力的斗蓬。
狼人
靠身上利齒與蠻力攻擊的西洋妖怪，被鬼太郎一行人圍攻給擊敗。
魔女
乘著掃帚飛行及使用利爪攻擊的西洋女巫。在故事中喜歡上了鬼太郎的損友鼠男，認為他口中的臭氣如香水般芬芳。
科學怪人
和狼人同以肉體怪力作為武器的妖怪，故事中有喜愛牛乳的一面，在動畫裡是最先被打敗的角色。

## 製作群
- 原作：水木茂
- 導演：吉澤孝男
- 製作：野間佐和子、日枝久、高岩淡、泊懋
- 劇本：大橋志吉
- 音樂：和田薫
- 角色設計、畫面導演：荒木伸吾、姫野美智
- 美術導演：徳重賢
- 撮影導演：菅谷信行
- 錄音：今関種吉
- 編集：片桐公一
- 製作人：清水慎治、蛭田成一

## 聲優
- 鬼太郎：松岡洋子
- 眼珠老爹：田之中勇
- 鼠男：千葉繁
- 貓女：西村千奈美
- 撒沙婆婆：山本圭子
- 子泣爺爺：塩屋浩三
- 一反木綿、塗壁：龍田直樹
- 吸血鬼：鹽澤兼人
- 狼人：島田敏
- 魔女：クロ
- 科學怪人：増谷康紀
- 閻魔大王：柴田秀勝

## 主題曲
開頭曲
- ゲゲゲの鬼太郎

作詞：水木茂 作曲：いずみたく 編曲：憂歌團 歌：憂歌團
片尾曲
- イヤンなっちゃう節

作詞：森 雪之丞 作曲：岡本 朗 編曲：憂歌團、HAKABAS 歌：憂歌團